# 玉城 (美濃国)
玉城（たまじょう）は、岐阜県不破郡関ケ原町玉の城山山頂にあった南北朝時代から戦国時代にかけての日本の城（山城）。

## 構造
南側に東山道（中山道）、北側に北国街道を見下ろす位置にあり、江濃国境にほど近い標高標高307.5メートルの城山山頂に所在し、主郭は北東から南西にかけて東西200メートルを超える規模で構築されている。主郭の北西には帯曲輪を備え、切岸を挟んで別の帯曲輪を構える。その外側の斜面には土塁を持つ竪堀がいくつか配されている。また、西端は堀切によって山道から隔てられている。南東側は複数の竪堀と小曲輪が置かれている。

## 歴史
元弘2年（1332年）頃、足利尊氏と対立した佐竹義春が築いたと伝わり、その子佐竹義恕も在城したという。戦国時代には浜六兵衛がいたと伝わるほか、明泉寺には弘治年間には竹中氏の家臣、杉山内蔵之介が置かれたとの記録が残る。織田信長により近江の浅井氏が滅ぼされた後は、江濃国境での争いが無くなり廃城となった。大正時代にいたり、城跡が名古屋陸軍兵器補給廠関ケ原分廠（玉の火薬庫）の敷地となる。現在でもその際に整備されたコンクリート杭や有刺鉄線、蛸壺跡が残る。